# Standing in the Dark
Standing in the Dark – jest to trzeci singel brytyjskiej grupy muzycznej Lawson z ich debiutanckiego albumu studyjnego Chapman Square, wydany 14 października 2012 roku w Wielkiej Brytanii. Twórcami tekstu są Andy Brown oraz Ryan Fletcher, Ki Fitzgerald, Dave Morgan, a producentami John Shanks, Jeremy Wheatley, Ki Fitzgerald.

## Teledysk
Teledysk miał swoją premierę 14 września w programie ChatShowTV, a jego reżyserem jest Nick Bartleet. Klip przedstawia jednego z członków zespołu Andy'ego w mieszkaniu, patrzącego przez szybę na swoją byłą dziewczynę. Reszta grupy znajduje się na opuszczonym parkingu podczas ulewnego deszczu.

## Format wydania
Digital download - (EP)
1. "Standing in the Dark" – 3:23
2. "Die for You" – 3:23 (Twórcy: Andy Brown, Ki Fitzgerald, Gary Clark)
3. "Getting Nowhere" – 4:39 (Twórca: Andy Brown, Ki Fitzgerald, Harry Sommerdahl)
4. "Standing in the Dark" (Acoustic) – 2:44

CD single
1. "Standing in the Dark" – 3:23
2. "Die for You" – 3:23

7" vinyl
1. "Standing in the Dark" - 3:23
2. "Standing in the Dark" (Andi Durrant & Steve More Remix) - 3:42

## Pozycje na listach
| Lista                              | Najwyższa pozycja |
| ---------------------------------- | ----------------- |
| Irlandia (IRMA)                    | 50                |
| Wielka Brytania (UK Singles Chart) | 6                 |